# Kerzers
Kerzers (franska: Chiètres) är en ort och kommun i distriktet Lac i kantonen Fribourg i Schweiz. Kommunen hade 5 448 invånare (2023).